# Neuf (entreprise)
Pour les articles homonymes, voir Neuf.
Neuf, connu entre autres sous le nom de 9 Télécom, est l'un des fournisseurs d'accès à Internet français créé le 15 décembre 1997 par le groupe Bouygues et ayant disparu, lors de sa fusion-acquisition avec SFR, en 2008.

## Historique

### Origines
L'opérateur 9 Telecom est créé le 15 décembre 1997 par le groupe Bouygues à l'obtention du préfixe « 9 ». En 1998, l'opérateur passe sous le contrôle majoritaire de Telecom Italia.
9Télécom propose aussi de l'accès internet sous sa marque Waïka9, renommée 9online après l'absorption du FAI Magéos. Des premières offres ADSL de 2001 sont sous la marque et le « login », 9online.
9Télécom se positionna un temps sur les appels à prix réduits vers les fixes et surtout vers les mobiles en utilisant des « hérissons » (déployés par LDCom, repreneur de 9Télécom), boîtiers renvoyant initialement les appels fixes vers mobiles via l'international, puis, « sous l'ère LDCom », en convertissant les appels fixes vers mobile, en appels mobile vers mobile renvoyant vers le fixe, pour réduire sensiblement les coûts d'interconnexion – et in fine à prix attractif pour le client, au prix d'une dégradation sensible de la qualité de la communication sonore et de la perte de la présentation du numéro appelant sur le mobile du destinataire.
En septembre 2000, 9 Telecom rachète Jet Multimédia pour 5,8 milliards de francs

### Ère LDCom
En 2002, elle est achetée par LDCom (Groupe Louis-Dreyfus Communication).
Cette entreprise est centrée sur la fourniture de connectivité (location de supports de transmission : la fibre optique installée dans les canaux) aux entreprises et aux opérateurs, la téléphonie et l'ADSL pour tous.
LDCom s'est fait une spécialité de la vente d'« IRU » (Indefeasible Right of Use), location à long terme (25 ans) de capacités réseaux aux autres opérateurs de la place.
LDCom profita de la notoriété engrangée par 9télécom et choisit d'échanger son nom pour cette marque afin de se lancer à grande échelle dans la téléphonie et la fourniture d'accès à Internet grand public.
LDCom procéda aussi au rachat d'autres opérateurs alternatifs installés sur le marché Français (Ventelo, Kaptech, Kertel, Belgacom France, Siris, Worldnet…) et a repris les détenteurs de licences nationales de boucle locale radio (Firstmark, Fortel). Ce faisant, LDCom acquit à bon compte les clients de ces sociétés.
L'offre grand public s'appuie sur le réseau de LDCom et sur le dégroupage de France Télécom. LDCom reste néanmoins sur l'activité de vente aux opérateurs, leur réseau est loué à d'autres FAI (notamment : Nerim, Club Internet, Oreka, Magic OnLine, Alice ADSL (pour les zones non couvertes par leur réseau), Tele2, Claranet, Freesurf, Net-Pratique, qui ne possèdent pas de réseaux privés, afin qu'ils puissent disposer de capacités de transferts importantes en compétition avec ceux proposés par France Télécom.
Lors de sa création, la marque commerciale du groupe est 9télécom. Par la suite, la marque 9online est dédiée aux offres d'accès internet. Le nom de la marque découle directement du code exploitant, 9, attribué à la société par l'Arcep dans le plan de numérotation en France.
Le 16 février 2004, 9Télécom devient Neuf et rassemble sous ce nom l'ensemble des marques du groupe. La société est détenue en majorité par le groupe Louis-Dreyfus.  
Neuf rachète ensuite le portefeuille d'abonnés de Guidéo, Cario, ClubADSL, laposte.net.

### Le rapprochement de SFR
Le 11 mai 2005, les marques Cegetel et Neuf fusionnent à la suite de la conclusion de la vente de Cegetel à Neuf. La nouvelle entité est nommée Neuf Cegetel et est désormais détenue conjointement par Louis-Dreyfus et SFR.
Le 1er novembre 2006, Neuf Cegetel rachète AOL France (composé de 500 000 abonnés ADSL, de 300 000 abonnés à Internet bas débit ainsi que d’un centre de service client d’environ 500 collaborateurs).
Le 10 janvier 2007, Neuf Cegetel rachète Médiafibre (société paloise de fourniture d’accès internet à très haut débit).
Le 20 février 2007, Neuf Cegetel prend le contrôle d'Erenis. Le réseau Erenis est alors exploité dans le cadre de l'offre « 100 % NeufBox fibre optique ».
Le 21 mai 2007, Neuf Cegetel rachète Ozone, opérateur de télécommunication Wi-Fi qui a déployé et qui
exploite un réseau sans fil principalement sur Paris.
Le 29 juin 2007, Neuf Cegetel rachète Club Internet (composé de 600 000 abonnés ADSL, d'un réseau ADSL et d'un centre d’appel Club Internet rebaptisé depuis « Neuf Assistance »).
Le 26 septembre 2007, Neuf Cegetel signe avec Bouygues Telecom un accord permettant à Bouygues Telecom l’accès à 1 000 de ses nœuds de raccordement abonnés (NRA). 622 d’entre eux (l'ex réseau Club Internet) ont fait l’objet d’un rachat par Bouygues Telecom en 2008.

### Promotion
La première campagne de publicité de 9 Télécom est diffusée fin 1997, pour promouvoir le lancement de la marque. Quant aux offres commerciales, elles apparaissent discrètement en 1998, plus visibles en avril 1999 et avec renfort de publicité en septembre 1999 en jouant sur le préfixe 9 (9/9/99).
9 Télécom fit des campagnes publicitaires en créant un personnage s'appelant « M. Leneuf », mis en scène dans des saynètes où il est systématiquement dérangé par des personnes alléchées par l'offre voulant contacter « Le 9 », au sens « l’opérateur ». Quelques abonnés éponymes se sont retournés contre 9 Télécom quant à leur quiétude mais 9 Télécom n'est condamné qu'à cesser ses publicités à une date correspondant à la fin de sa campagne publicitaire, lui ouvrant une couverture médiatique forte avec diverses parutions télévisuelles, dont le journal de 13 heures souvent qualifié de « grand-messe » en France, lui offrant de fait une vitrine plus forte que ses publicités
. Début 2001, 9 Télécom relance une nouvelle campagne télévisée s'appelant le-neuf.com avec le même personnage. En 2002 que les campagnes mettant en scène M. Leneuf sont arrêtées.
En avril 2003, l'opérateur lance une nouvelle campagne télévisée avec deux nouveaux personnages surnommés « Les Bestioles ». Ces deux personnages entament une carrière musicale sur Internet en 2006.
Entre 2006 et 2008, Arnaud Viard figure dans les publicités de Neuf. Dans un des spots, il se retrouve avec Éric Cantona, l'ancien joueur de football français.

### Identité visuelle

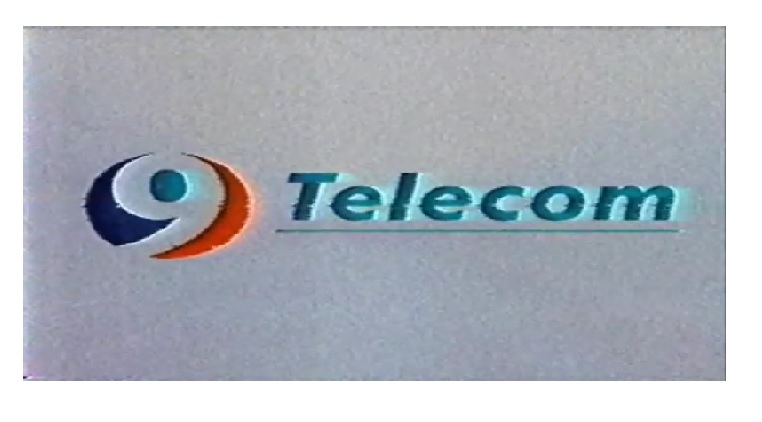
Logo de 9 Télécom de décembre 1997 à janvier 1999
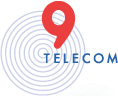
Logo de 9 Télécom de janvier 1999 à février 2004
Logo de Neuf de février 2004 à septembre 2008

### Slogans
- 1997-1999 : Vous écoutez c'est 9
- 1999-2000 : Eh oui, tout le monde appelle le 9 (publicités de M. Leneuf)
- 1999-2004 : Les télécoms en plus neuf

## La marque
L'entreprise a utilisé la marque Neuf et SFR l'a reprise le 29 septembre 2008, en s'effaçant sans transition. L’offre ADSL du nouvel opérateur dénommée neufbox de SFR en est alors le dernier avatar. Le 8 octobre 2008, à la suite du rachat de la société par SFR, la marque Neuf disparaît au profit de cette dernière.

### Offres commerciales
Neuf propose 2 offres :
- 100 % Neufbox (de type ADSL)
- ADSL nu (de type ADSL)

Neuf est également présent dans la téléphonie mobile, via sa filiale Neuf Mobile. Un mini-forfait « Neuf Liberté » est proposé pour les clients Neuf Telecom. Cette offre consiste en un forfait gratuit incluant 10 minutes de communications, via une carte SIM seule (sans possibilité de se faire financer un téléphone mobile). Cette offre « Neuf Liberté » fît du forfait Neufbox la première forme de convergence de type quadruple play.
À la suite de la fusion Neuf Telecom - SFR, l'offre Neuf Liberté n'est plus proposée aux abonnés Neufbox. Les forfaits existants, cependant, furent maintenus sous le nom « Neuf Liberté de SFR » et sont toujours utilisables aujourd'hui.

### Plateforme de téléchargement
En août 2007, la société annonce pour la rentrée la Boîte à musique, proposant légalement des téléchargements de musique illimités.
Les caractéristiques de cette option :
- sans de surcoût sur l'abonnement au fournisseur d'accès, si elle se limite à un seul genre musical (20 000 références, par exemple, dans celui de la musique classique) ;
- facturée forfaitairement chaque mois, si l'on désire s'abonner à tous les genres musicaux ;
- nécessite un lecteur gérant les DRM, comme le Lecteur Windows Media (version 10).

La musique reste librement écoutable aussi longtemps que l'abonnement est ouvert (contrôle effectué par un rapide dialogue Internet).
Cette offre est en 2007 ce qu'on a vu de plus proche d'une licence globale. Les liens entre Neuf et Universal Music Group ont facilité sa mise en place.

## Services

### Offre de base
- Messagerie électronique avec 1 Go d'espace (nombre d'adresses email illimité, antiSpam et filtres)
- Hébergement de pages perso avec un espace de 1 Go

### Neufbox
- Accès à Internet (20 Mbit/s en réception et 1 Mbit/s en émission en zone dégroupée et 10 Mbit/s en réception et 1 Mbit/s en émission en zone non dégroupée, débits maximum ATM) et services associés (adresse IP caché, reverse DNS, DHCP, routeur, Wi-Fi, switch...)
- Téléphonie par VoIP (illimitée vers les fixes France Telecom, numéros Neufbox et 56 destinations) et services associés (messagerie vocale et autres fonctionnalités classiques, compte SIP, Neuf Talk...)
- Télévision pour les abonnés dégroupés grâce aux bouquets Neuf TV HD, Canalsat, Canal+ Le Bouquet, TPS et services associés (MP9, multiposte...)
- Depuis la Neuf TV HD : récepteur TNT, disponibilité de contenus HD (Films, documentaires, clips, vidéo à la demande, Coupe du monde de la FIFA), enregistreur numérique (en option), timeshifting, Visio, vidéo à la demande.

### Autres services
Service de pages personnelles :
- serveur « page perso »
- serveur « neufgiga »

Portail web : Neuf par AOL
Télévision :
- PurePixel permet de réduire les perturbations de ligne entre l'abonné et le multiplexeur.
- Centre multimédia, VOD, Messagerie, Météo et trafic

## Chiffres clés
- 4 444 000 d'abonnés ADSL au 31 décembre 2007
- 3 294 000 abonnés ADSL au 31 mars 2008
- > 5 000 000 clients Grand public au 31 décembre 2007
- 750 000 abonnés à une offre TV (y compris Canal+ Le Bouquet et Canalsat) au 31 décembre 2007
- 179 000 sites Entreprises raccordés au 31 mars 2008
- 200 clients Opérateurs
- 49 000 km de réseau national de fibre optique
- 2 361 NRA dégroupés (Nœuds de Raccordement Abonnés ADSL) au 31 juillet 2008
- 38,5 euros HT de revenu moyen par abonné ADSL en plus de l'abonnement (appels téléphoniques, chaînes payantes, appels au service technique, autres options)
- 3 348 000 € de chiffre d'affaires 2007
- 4 450 collaborateurs (y compris les filiales Jet Multimédia, Efixo, Neuf Center, LDCollectivités, Erenis, Mediafibre, Ozone, Neuf Assistance)

## Procédure judiciaire
Le 3 mars 2006, sur plainte de l'UFC-Que choisir, le tribunal de Nanterre a condamné en première instance la société Neuf Telecom pour diverses clauses illicites et abusives contenues dans ses conditions générales. Quelques jours plus tôt, Wanadoo et Free sont déjà condamnés pour les mêmes motifs. Le jugement est affiché sur le site de Neuf Telecom, durant un mois.